# Bullet LaVolta
I Bullet LaVolta erano un gruppo post punk statunitense con base a Boston nel Massachusetts.
Il gruppo si formò nel gennaio 1987 composto da quattro deejay:  Clay Tarver (chitarra, ora nei Chavez), Bill Whelan (basso), Corey "Loog" Brennan (chitarra) e Chris "Cruster" Guttmacher (batteria) a cui si aggiunse i cantante Kurt "Yukkie Gipe" Davis dopo un annuncio. Iniziarono suonando come apertura a gruppi più famosi come Lemonheads, Dag Nasty e Rollins Band.
Esordirono con l'EP eponimo nel 1988 per la Taang! Records che pubblicò anche l'album d'esordio dell'anno successivo The Gift, riediti poi dalla RCA in unico CD. Dopo una raccolta di inediti The Gun Didn't Know I Was Loaded 1987 il gruppo pubblicò il secondo album in studio Swandive prodotto da Dave Jerden.
Si sciolsero nel 1992, il cantante Yukkie Gipe entrò nei The Konks.
Il loro stile mischiava originalmente elementi punk, heavy metal e hardcore punk. Secondo il critico Piero Scaruffi: "rappresentano forse la liason più naturale tra il metal punk di Boston ed il grunge di Seattle".

## Formazione
- Clay Tarver
- Bill Whelan
- Corey "Loog" Brennan
- Chris "Cruster" Guttmacher
- Kurt "Yukkie Gipe" Davis
- Todd Philips
- Kenny Chambers

## Discografia

### Album in studio
- 1989 - The Gift (Taang! Records)
- 1992 - Swandive

### Raccolte
- 1992 - The Gun Didn't Know I Was Loaded 1987 (Matador Records, raccolta di inediti)